# Adesmia tomentosa
Adesmia tomentosa es una especie de planta floral del género Adesmia, categorizada en la tribu Dalbergieae, de la familia Fabaceae.

## Distribución
Especie nativa de Chile. Crece en el bioma subtropical.

## Taxonomía
Fue descrita por Meyen.
Tratamiento taxonómico
La especie aparece registrada y publicada en Nova Acta Academiae Caesareae Leopoldino-Carolinae Germanicae Naturae Curiosorum. 19(Suppl. 1): 23 (1843).